# Mallon (motorfiets)
Mallon is een Duitse fabriek die gespecialiseerd is in de productie van Motoball-motorfietsen. Ze zijn gewoonlijk voorzien van Rotax-blokken.